# Puno (grad)
Puno grad na jugoistoku Perua smješten na obalama jezera Titicaca na 3.800 metara iznad razine mora. Ima oko 120.000 stanovnika i glavni je grad istoimene regije.
Grad je osnovao 4. studenog 1688. Pedro Fernández Castro Andrade a danas je poznat kao početna stanica za turistička putovanje prema otocima Titicace. 
Značenje Punoa za moćnu državu Inka ogleda se u legendama o nastanku carstva Inki. Prema tradiciji Manco Capac je bio prvi Inka koji je ustao iz vode jezera Titicaca, po naređenju boga sunca da bi osnovao Inka carstvo sa sjedištem u Cuscou.
Ova oblast poznata je po svojim varirajućim i jakim bojama i narodnim tradicijama, dok se neki najzabavniji narodni običaji održavaju upravo u ovoj oblasti.
Danas je Puno oblast s važnom poljoprivrednom i stočarskom djelatnošću, posebice ljame i alpake koje su rasprostranjene po visoravnima i poljima. Predsjednik Perua Alan García uvrstio je Puno u "specijalnu ekonomsku zonu".
Katedrala je podignuta u 18. stoljeću. Crkva sv. Ivana Krstitelja čuva vrijedne slike i kipove. Na glavnom oltaru je kip Blažene Djevice, Svijećnice. Godine 1873. skupina od 25 misionara prolazila je ovim krajem držeći svojevrsne misije. U gradu Punu bili su primljeni veoma hladno i ravnodušno zbog kampanje koju su protiv njih vodili masoni, dok je npr. u mjestu Juli, u misijama sudjelovalo više od 8 000 domorodaca. Misionari su rijetko svraćali, nekad tek jednom u osam godina, pa je redovništvo zamrlo. Biskupija je bila osnovana 1861. godine, a glavni je zaštitnik sv. Karlo Boromejski. Godine 1961. osnovana je u Punu i prva radio-postaja i nakon toga su prenosili radiovijesti na kečuanskom i ajmarskom jeziku.

## Promet
U Punu je posljednja stanica na putovanju vlakom iz Cusca i Arequipe. Najbliža zračna luka je u Juliaci, udaljenoj oko 50 km od Puna.